# The Souls (Band)
The Souls ist eine Schweizer Band aus Thun. Ihre Musik wird den Stilen Rock, Pop und Alternative Rock zugeordnet.

## Geschichte
The Souls formierten sich 2010 aus Jay Messerli (Leadgesang), Luk Kipfer (Gitarre, Gesang), Michael Finger (Gitarre, Gesang), Raly Scheuing (Keyboard), Dominik Grossenbacher (Schlagzeug, Gesang) und Rease Nydegger (Bass, Gesang) in Thun. Die einzelnen Bandmitglieder kennen sich aus der Grundschule, Ausbildung oder vom Nachbardorf.
2010 veröffentlichte die Band (damals noch unter dem Namen Undiscovered Soul) ihre erste CD "Dresscode Love". Nach Auftritten am Gurtenfestival 2010 und diversen Erfolgen an Bandcontests (u. a. Red Bull Rooftop Bandits), ging die Band für einen Monat auf England-Tour. Danach folgte mit Yellow (2013), Purple (2014) und Green (2015) eine EP-Trilogie, die der Band zu Airplays bei diversen Radiostationen, wie zum Beispiel SRF 3, und zu Support-Auftritten unter anderem von Lenny Kravitz, Silbermond, The 1975 und Kodaline verhalfen.
2024 wurde die Band in ihrem Heimatort mit dem mit Sfr. 10'000.-- dotierten Musikpreis der Stadt Thun ausgezeichnet, der ihnen am 28. November 2024 verliehen wurde.
Im Februar 2025 gab Michael "Mitch" Finger seinen Ausstieg aus der Band bekannt.

### Debüt-AlbumEyes Closed
Im Mai 2015 begannen zusammen mit Produzent Greg Collins(U2, No Doubt, Gwen Stefani, Kiss, Eels, Matchbox twenty) die Studioarbeiten zum Debüt-Album Eyes Closed, das am 26. August 2016 veröffentlicht wurde und Platz 3 der Schweizer Album-Charts erreichte.
Die beiden Singles Close my Eyes und Fighting in the Moonlight schafften es erneut in die Rotation zahlreicher Schweizer Radiostationen.
Die darauffolgende Tour führte die Band durch die Schweiz, Deutschland, Österreich, Ukraine und Singapur mit Highlights im Bierhübeli Bern, Waves Vienna, Reeperbahn Festival und Music Matters in Singapur.
Im September 2016 wurden The Souls von Radio SRF 3 zum „Best Talent September“ gewählt.
2017 spielte die Band an einigen Major-Festivals in der Schweiz und tourte durch England.

### Weitere Alben
in den Jahren 2020 und 2023 veröffentlicht die Band 2 weitere Alben und erreichten wiederum die Top 10 der Schweizer Albumcharts. Mit der Veröffentlichung von "Too Good To Go" erklärt die Band das Vorangehen und Weitermachen der Aktivität, trotz schwierigen Jahren mit der Pandemie.
Neue Songs werden im Verlaufe von 2024 veröffentlicht und im Frühjahr 2025 soll ihr 4. Studioalbum erscheinen.

## Diskografie

### Alben
- Eyes Closed (26. August 2016)
- Queenie Pop (2. Oktober 2020)
- Too Good to Go (17. März 2023)

### Singles
- Close My Eyes (2016)
- Fighting in the Moonlight (2016)
- Move On (2017)
- Forever (2020)
- Better Run (2020)
- Losing Control (2020)
- Who you really are (2020)
- Sally (2021)
- Falling into you (2021)
- Hotelsong (2021)
- Awakening (2022)
- Flower in the snow (2022)
- Heat of the moment (2023)